# إيال بين آمي
إيال بين آمي (بالعبرية: אייל בן עמי‏) هو لاعب كرة قدم إسرائيلي في مركز الوسط، ولد في 29 أغسطس 1976 في إسرائيل. شارك مع منتخب إسرائيل تحت 21 سنة لكرة القدم ومنتخب إسرائيل لكرة القدم. أما مع النوادي، فقد لعب مع نادي أسدود ونادي هبوعيل إيروني كريات شمونة ونادي هبوعيل نوف هجليل وهابوعيل تل أبيب.

## وصلات خارجية
- إيال بين آمي على موقع قاعدة بيانات كرة القدم.إي يو (الإنجليزية)